# Diaphania costata
Diaphania costata is een vlinder uit de familie van de grasmotten (Crambidae), uit de onderfamilie van de Spilomelinae. De wetenschappelijke naam van deze soort is voor het eerst voorgesteld als Phalaena costata door Johan Christian Fabricius in een publicatie uit 1775.
De soort komt voor in de Verenigde Staten, Cuba, Haiti, Puerto Rico, Saint Martin, Guadeloupe, Martinique, Saint-Barthélemy, Mexico, Belize, Honduras, Costa Rica, Panama, Colombia, Brazilië en Argentinië.